# Tascapane

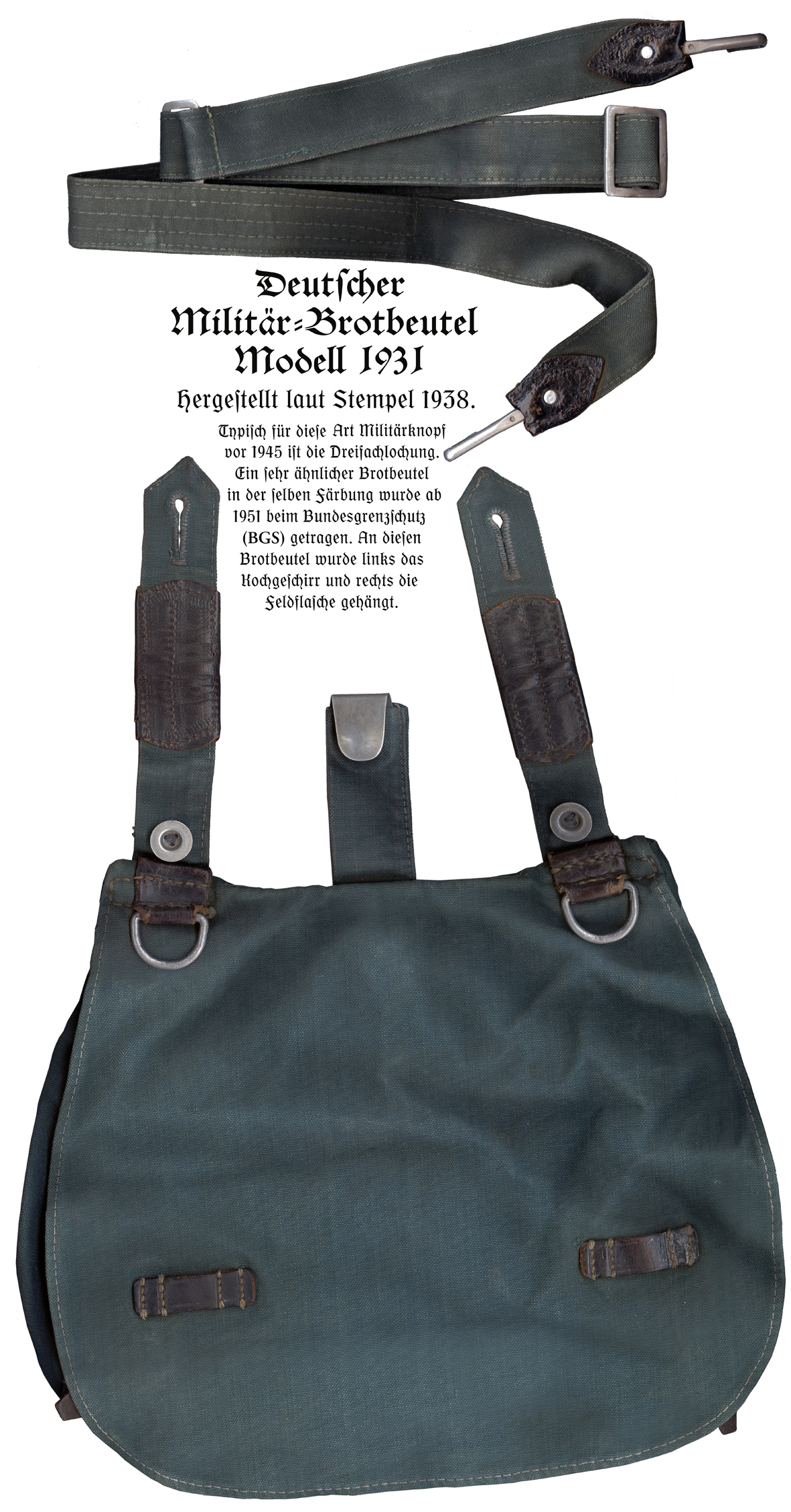
Tascapane militare tedesco modello M1931.

Il tascapane è una sacca dotata di tracolla utilizzata dai soldati per tenere e trasportare il pane.
Consiste in una borsa di tela di forma rettangolare, con un lembo della faccia superiore che ricopre parzialmente la faccia anteriore per permetterne la chiusura. Una cinghia permette di portarla su una spalla a tracolla.